# Transports en commun de Trévoux
Saônibus est le réseau de transport en commun desservant la communauté de communes Dombes-Saône Vallée à l'aide d'un réseau composé de lignes régulières et sur réservation et mis en place en Août 2013. Ce réseau a pour objectif de compléter le réseau départemental de l'Ain et la desserte des gares permettant aux habitants de la communauté de communes de se rendre dans la métropole de Lyon.

## Historique
Dans son agenda 21 ou « Saône Vallée 21 », la communauté de communes Saône Vallée, composée de 11 communes, étudie la création d'un réseau de transport en commun. Elle devient autorité organisatrice des transports en commun par arrêté préfectoral du préfet de l'Ain le 15 mars 2011 après avoir défini son périmètre,.
Le réseau est créé le 26 août 2013 et exploité par Transdev Rhône-Alpes Interurbain, avec une période de gratuité jusqu'au 1er octobre et composé à l'époque de :
- Une ligne régulière (1) entre Reyrieux, Trévoux et la gare d'Anse ;
- Deux lignes à la demande (A et B) au départ de la gare de Saint-André-de-Corcy et à destination de Trévoux et Neuville ;
- Deux zones de transport à la demande (Nord et Sud) pour rejoindre Reyrieux et Trévoux depuis les communes les plus rurales.

Le 1er janvier 2014, la communauté de communes Saône Vallée laisse place à la communauté de communes Dombes-Saône Vallée, composée de 19 communes.
Après un an de service, le réseau est modifié le 1er septembre 2014, :
- Création de la ligne 2 entre Toussieux et Trévoux le mercredi après-midi ;
- Création des lignes à la demande C, le samedi sur le trajet du 2, et D entre Civrieux et Trévoux en remplacement du TAD zonal ;
- Ajouts d'horaires entre midi et deux sur les lignes A et B ;
- La ligne 1 reste inchangée.

Le 11 février 2015, certains départs de la ligne 2 se font en transport à la demande.
Le 29 août 2016, le réseau est à nouveau modifié :
- La ligne 1 est prolongée à certains services à la maison de retraite de Reyrieux ;
- La ligne 2 est entièrement revue et fonctionne de façon régulière du lundi au vendredi entre la gare d'Anse, Saint-Bernard, Trévoux, Saint-Didier-de-Formans, Sainte-Euphémie et le lycée de Cibeins à Misérieux ;
- Création d'une ligne 3 entre la gare d'Anse, Trévoux, Quincieux et la gare de Saint-Germain-au-Mont-d'Or ;
- Prolongement de la ligne à la demande A jusqu'à la zone industrielle de Trévoux, en commun avec les lignes 3 et C ;
- La ligne à la demande C est entièrement revue et relie Trévoux, Reyrieux, Toussieux, les communes nouvellement desservies de Rancé et Ambérieux-en-Dombes, Saint-Jean-de-Thurigneux et la gare de Saint-André-de-Corcy ;
- Suppression de la ligne à la demande D, les communes de Parcieux et Massieux ne sont plus desservies par le réseau.

Le 4 septembre 2017, une nouvelle ligne à la demande, la D, est mise en service entre Frans et Villefranche-sur-Saône.
En Septembre 2023, le réseau est réorganisé, en étant composé de 2 lignes régulières (numérotées 1 et 2), tandis que les lignes à la demande deviennent un seule service à la demande zonal,:
Le 6 janvier 2025, le réseau est totalement réorganisé, les lignes 1 et 2 changent totalement d'itinéraires tandis que le transport à la demande (TAD) est désormais illimité et permet de se rendre aux gares de Villefranche-sur-Saône et de Saint-André-de-Corcy:
- La ligne 1 relie désormais la gare d'Anse au Collège de Reyrieux, à raison d'un bus toutes les 30 minutes en heure de pointe et d'un par heures le reste de la journée, et fonctionne de 7h25 à 19h00 ;
- La ligne 2 relie désormais le Collège de Reyrieux à la Rive Gauche du Pont de Neuville-sur-Saône, à raison d'un bus toutes les 30 minutes en heure de pointe et d'un par heures le reste de la journée, et fonctionne de 6h30 à 19h00.

## Réseau actuel

### Présentation
Le réseau est exploité par Transdev Rhône-Alpes.
Il est composé de 2 lignes régulières et d'un service de transport à la demande.

#### Lignes régulières
| Ligne | Caractéristiques | Caractéristiques                                              | Caractéristiques                                              | Caractéristiques                                              | Caractéristiques                                              | Caractéristiques                                              | Caractéristiques                                              | Caractéristiques                                              | Caractéristiques                                              |
| 1     | Anse - Gare TER ⥋ Reyrieux - Collège | Anse - Gare TER ⥋ Reyrieux - Collège                          | Anse - Gare TER ⥋ Reyrieux - Collège                          | Anse - Gare TER ⥋ Reyrieux - Collège                          | Anse - Gare TER ⥋ Reyrieux - Collège                          | Anse - Gare TER ⥋ Reyrieux - Collège                          | Anse - Gare TER ⥋ Reyrieux - Collège                          | Anse - Gare TER ⥋ Reyrieux - Collège                          | Anse - Gare TER ⥋ Reyrieux - Collège                          |
| ----- | --- | ------------------------------------------------------------- | ------------------------------------------------------------- | ------------------------------------------------------------- | ------------------------------------------------------------- | ------------------------------------------------------------- | ------------------------------------------------------------- | ------------------------------------------------------------- | ------------------------------------------------------------- |
| 1     | Ouverture / Fermeture 6 janvier 2025 / — | Longueur —                                                    | Durée 25-30 min                                               | Nb. d’arrêts 20                                               | Matériel -                                                    | Jours de fonctionnement L, Ma, Me, J, V                       | Jour / Soir / Nuit / Fêtes O / N / N / N                      | Voy. / an —                                                   | Exploitant Transdev Rhône-Alpes                               |
| 1     | Desserte : - Villes et lieux desservis : Anse, Saint-Bernard, Trévoux et Reyrieux - Gares desservies : Anse |                                                               |                                                               |                                                               |                                                               |                                                               |                                                               |                                                               |                                                               |
| 1     | Autre : - Amplitudes horaires : La ligne fonctionne du lundi au vendredi de 7h25 à 19h05, avec un passage toutes les 30 minutes de 7h25 à 8h25 le matin, de 17h05 à 18h35 le soir, et d'un passage toutes les 60 minutes environ le reste de la journée. |                                                               |                                                               |                                                               |                                                               |                                                               |                                                               |                                                               |                                                               |
| 1     | Dernière actualisation : 16 juillet 2025 |                                                               |                                                               |                                                               |                                                               |                                                               |                                                               |                                                               |                                                               |
| 2     | Reyrieux - Collège ⥋ Neuville-sur-Saône - Pont de Neuville RG | Reyrieux - Collège ⥋ Neuville-sur-Saône - Pont de Neuville RG | Reyrieux - Collège ⥋ Neuville-sur-Saône - Pont de Neuville RG | Reyrieux - Collège ⥋ Neuville-sur-Saône - Pont de Neuville RG | Reyrieux - Collège ⥋ Neuville-sur-Saône - Pont de Neuville RG | Reyrieux - Collège ⥋ Neuville-sur-Saône - Pont de Neuville RG | Reyrieux - Collège ⥋ Neuville-sur-Saône - Pont de Neuville RG | Reyrieux - Collège ⥋ Neuville-sur-Saône - Pont de Neuville RG | Reyrieux - Collège ⥋ Neuville-sur-Saône - Pont de Neuville RG |
| 2     | Ouverture / Fermeture 6 janvier 2025 / — | Longueur —                                                    | Durée 20-25 min                                               | Nb. d’arrêts 9                                                | Matériel -                                                    | Jours de fonctionnement L, Ma, Me, J, V                       | Jour / Soir / Nuit / Fêtes O / N / N / N                      | Voy. / an —                                                   | Exploitant Transdev Rhône-Alpes                               |
| 2     | Desserte : - Villes et lieux desservis : Reyrieux, Parcieux, Massieux, Neuville-sur-Saône - Gares desservies : Aucune |                                                               |                                                               |                                                               |                                                               |                                                               |                                                               |                                                               |                                                               |
| 2     | Autre : - Amplitudes horaires : La ligne fonctionne du lundi au vendredi de 6h30 à 19h00, avec un passage toutes les 30 minutes de 6h30 à 7h25 le matin, de 17h35 à 18h35 le soir, et d'un passage toutes les 60 minutes environ le reste de la journée. |                                                               |                                                               |                                                               |                                                               |                                                               |                                                               |                                                               |                                                               |
| 2     | Dernière actualisation : 16 juillet 2025 |                                                               |                                                               |                                                               |                                                               |                                                               |                                                               |                                                               |                                                               |

#### Transport à la demande
| Ligne | Caractéristiques | Caractéristiques | Caractéristiques | Caractéristiques | Caractéristiques | Caractéristiques | Caractéristiques | Caractéristiques | Caractéristiques |
| TAD   | Transport à la Demande Saônibus | Transport à la Demande Saônibus | Transport à la Demande Saônibus | Transport à la Demande Saônibus | Transport à la Demande Saônibus | Transport à la Demande Saônibus | Transport à la Demande Saônibus | Transport à la Demande Saônibus | Transport à la Demande Saônibus |
| TAD   | Villefranche-sur-Saône - Gare TER / Saint-André-de-Corcy - Gare TER ⥋ Desserte des communes de la Communauté de communes Dombes Saône Vallée | Villefranche-sur-Saône - Gare TER / Saint-André-de-Corcy - Gare TER ⥋ Desserte des communes de la Communauté de communes Dombes Saône Vallée | Villefranche-sur-Saône - Gare TER / Saint-André-de-Corcy - Gare TER ⥋ Desserte des communes de la Communauté de communes Dombes Saône Vallée | Villefranche-sur-Saône - Gare TER / Saint-André-de-Corcy - Gare TER ⥋ Desserte des communes de la Communauté de communes Dombes Saône Vallée | Villefranche-sur-Saône - Gare TER / Saint-André-de-Corcy - Gare TER ⥋ Desserte des communes de la Communauté de communes Dombes Saône Vallée | Villefranche-sur-Saône - Gare TER / Saint-André-de-Corcy - Gare TER ⥋ Desserte des communes de la Communauté de communes Dombes Saône Vallée | Villefranche-sur-Saône - Gare TER / Saint-André-de-Corcy - Gare TER ⥋ Desserte des communes de la Communauté de communes Dombes Saône Vallée | Villefranche-sur-Saône - Gare TER / Saint-André-de-Corcy - Gare TER ⥋ Desserte des communes de la Communauté de communes Dombes Saône Vallée | Villefranche-sur-Saône - Gare TER / Saint-André-de-Corcy - Gare TER ⥋ Desserte des communes de la Communauté de communes Dombes Saône Vallée |
| ----- | --- | --- | --- | --- | --- | --- | --- | --- | --- |
| TAD   | Ouverture / Fermeture 6 janvier 2025 / — | Longueur — | Durée — | Nb. d’arrêts 70 | Matériel Minibus | Jours de fonctionnement L, Ma, Me, J, V, S                                                                                                   | Jour / Soir / Nuit / Fêtes O / N / N / N | Voy. / an — | Exploitant Transdev Rhône-Alpes |
| TAD   | Desserte : - Villes et lieux desservis : Ensemble des communes de la Communauté de communes Dombes Saône Vallée (CCDSV) - Gares desservies : Villefranche-sur-Saône, Saint-André-de-Corcy | | | | | | | | |
| TAD   | Autre : - Amplitudes horaires : La ligne fonctionne sur réservation du lundi au vendredi de 7h00 à 19h00, et le samedi de 9h00 à 18h00. - Particularités : Ce service fonctionne à la demande, via une réservation faite par téléphone ou sur internet. Il permet de se rendre à 2 arrêts desservis par celui-ci, ou bien aux gares de Villefranche-sur-Saône et de Saint-André-de-Corcy. | | | | | | | | |
| TAD   | Dernière actualisation : — | | | | | | | | |

## Exploitation

### Dépôt
Le dépôt de Transdev Rhône-Alpes se situe sur la commune de Genay.

### État de parc
Le réseau de bus Saônibus est composé des véhicules suivants:
- 3 Otokar Vectio C nos 7746, 7750 et 7770 ;
- 2 Vehixel Cytios 4/34 no 7657 et 7659 ;
- 2 Vehixel Cytios 4/39 no 7720 et 7721.